# Wah Chang
Wah Ming Chang (Honolulu, 2 de agosto de 1917 - 22 de dezembro de 2003) foi um designer, escultor e artista sino-americano. Ele é conhecido principalmente por suas esculturas e adereços que desenhou para Star Trek (a série original), incluindo o tricorder e o comunicador.